# Metromenus moerens
Metromenus moerens är en skalbaggsart som beskrevs av Sharp 1903. Metromenus moerens ingår i släktet Metromenus och familjen jordlöpare. Inga underarter finns listade i Catalogue of Life.